# Койчубай
Койчубай (каз. Қойшыбай) — аул в Шербакульском районе Омской области России. Входит в состав Изюмовского сельского поселения.

## История
Основан в 1861 году. В 1928 г. состоял из 13 хозяйств, основное население — казахи. Центр Аульного № 3 сельсовета Борисовского района Омского округа Сибирского края.
В соответствии с Законом Омской области от 30 июля 2004 года № 548-ОЗ «О границах и статусе муниципальных образований Омской области» аул вошёл в состав образованного муниципального образования «Изюмовское сельское поселение».

## Население
| 2010 |
| ---- |
| 199  |

Гендерный состав
По данным Всероссийской переписи населения 2010 года в гендерной структуре населения из 199 человек мужчин — 98, женщин — 101	(49,2 и 50,8 % соответственно)
Национальный состав
Согласно результатам переписи 2002 года, в национальной структуре населения казахи составляли 96 % от общей численности населения в 279 чел..